# Герб на Словения
Гербът на Словения представлява син щит, окантен с червени краища, на който са изобразени бяла планина, символизираща връх Триглав – най-високият връх в страната, и две сини вълнообразни ивици, символизиращи реките и морето. Над върха са разположени три златни звезди, символ на графовете на Целе.